# Seaport Village
Seaport Village es un complejo comercial y de restaurantes con vistas a la bahía de San Diego, California. Alberga a más de 70 tiendas, galerías, comiderías en una extensión de 90.000 pies cuadrados (8.000 m²) de paseo marítimo. La Villa o Village, en inglés, alberga varios edificios independientes en una variedad de estilos arquitectónicos, desde victorianos a tradicionales españoles. Seaport Village fue diseñado para ser un espacio libre de autos, con cuatro millas (6 km) de corredores, en vez de calles, que conectan los distintos edificios. Se encuentra a poca distancia del Centro de Convenciones de San Diego y de la terminal de cruceros. Actualmente se encuentra bajo planificación de reurbanización, y la construcción comenzará aproximadamente en 2025. Permanecerá en funcionamiento hasta que comience la construcción, según el Distrito Portuario.

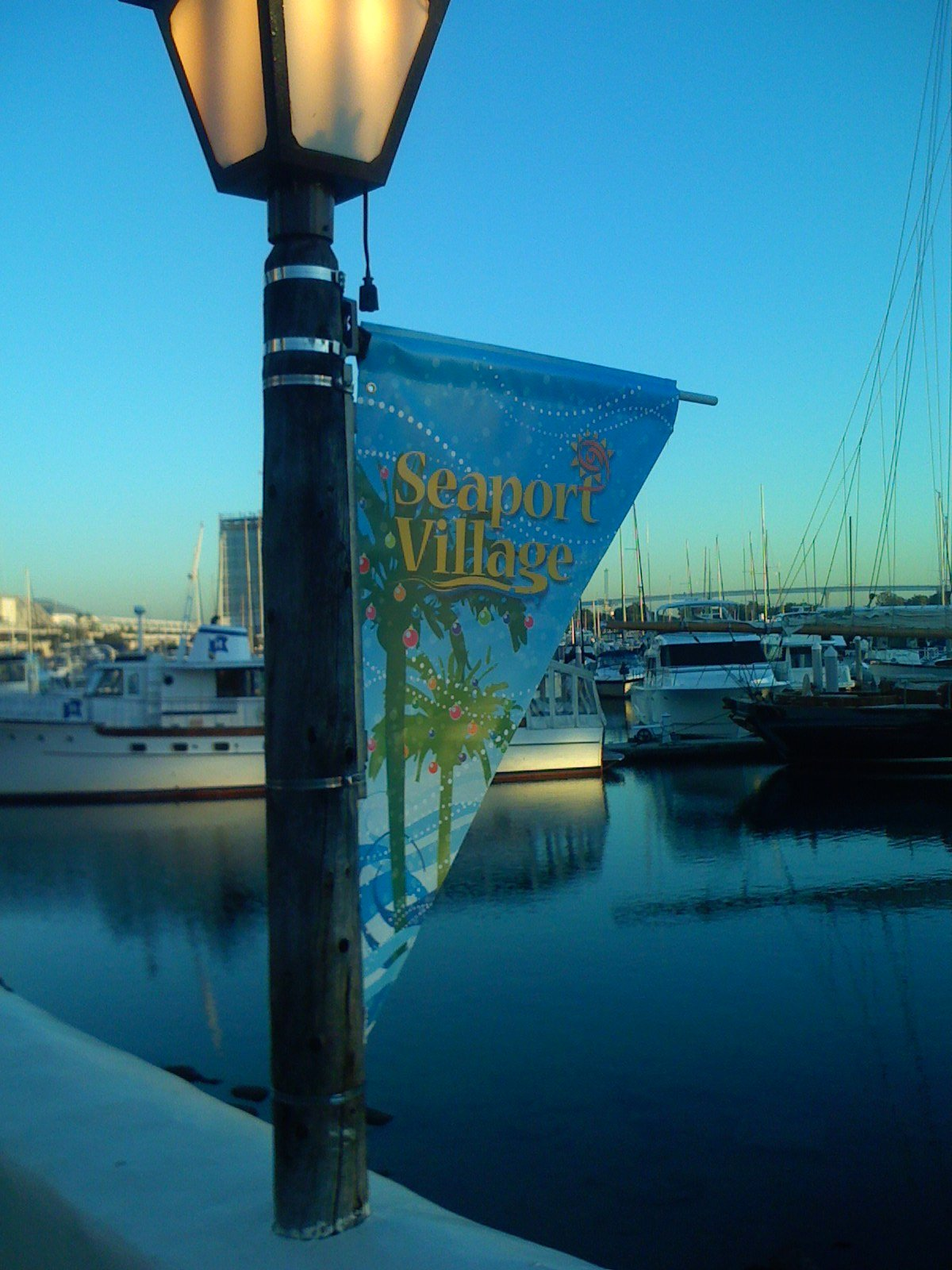
Lámpara en Seaport Village y al fondo el Distrito de la Marina.

## Tiendas
54 tiendas bordean las aceras. Son comercios dirigidos a los turistas, con productos que abarcan desde artículos de cruceros y recuerdos de San Diego hasta vendedores especializados. Por ejemplo, Seaport Village cuenta con restaurantes dedicados exclusivamente a la salsa picante, cajas de música, carillón de viento, hamacas, papalotes, y la jarra para beber más grande del mundo. Alrededor de la zona hay varias carrozas que proporcionan transporte a los turistas y carruseles para entretenimiento adicional. 

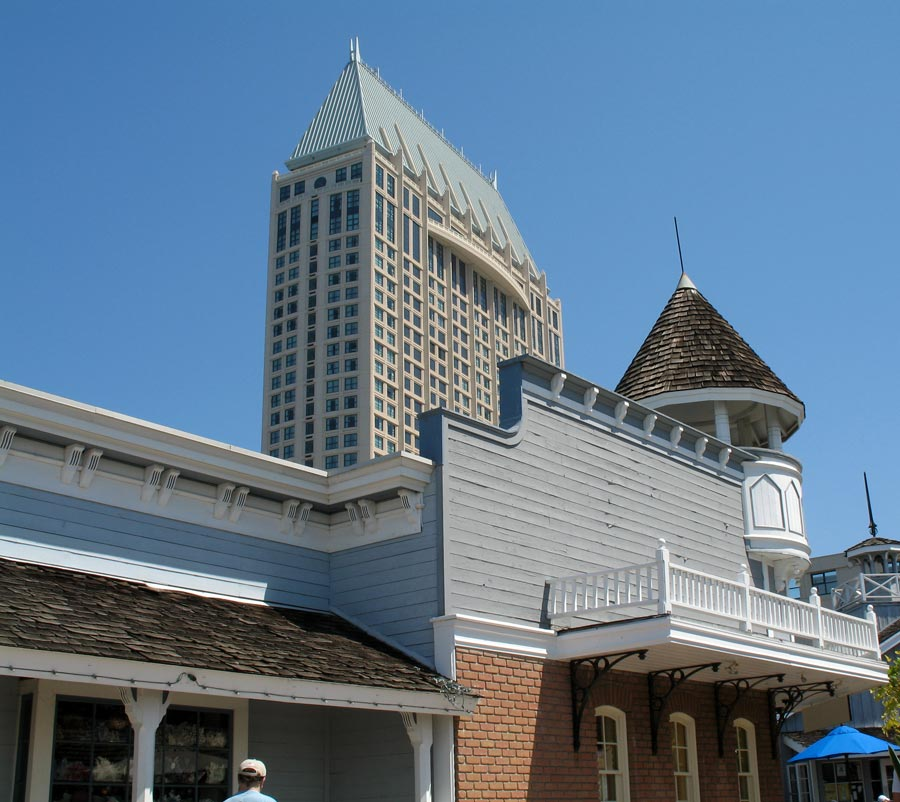
Edificio antiguo y el hotel Grand Hyatt en el fondo en Seaport Village.

## Restaurantes
Seaport Village cuenta con cuatro restaurantes con vistas a la bahía: el Harbor House restaurant, Edgewater Grill, Buster's, y the Pier Cafe. Además, tiene un food court con varios estantes de bocadillos que están abiertos para las familias, visitantes y turistas. 

## Historia
Seaport Village fue construido en un basurero sobre la Punta de los Muertos, donde la expedición española de 1782 sepultaba a los que habían muerto del mal de Loanda. En los siguientes años se había convertido en una vía férrea donde descargaban la mercadería y la transportaban hacia el este.